# Italian Poker Tour
L'Italian Poker Tour (IPT) est une série de tournois de poker organisée en Italie, à Saint-Marin, à Malte et en Slovénie.
L'IPT est sponsorisé par PokerStars.
Le 24 août 2016, PokerStars annonce qu'à compter de début 2017, toutes ses séries de tournois seront fusionnées dans le PokerStars Championship et le PokerStars Festival,.

## Vainqueurs du Main Event

### Saison 1
| Étape         | Dates                          | Joueurs | Vainqueur          | Prix      |
| ------------- | ------------------------------ | ------- | ------------------ | --------- |
| San Remo      | Du 5 au 7 juin 2009            | 254     | Stefano Puccilli   | 120 000 € |
| Venise        | 30 juillet 2009                | 439     | Matt Perrins       | 150 000 € |
| San Remo 2    | Du 27 au 31 août 2009          | 368     | Ramzi Jelassi      | 170 000 € |
| Nova Gorica   | Du 8 au 12 octobre 2009        | 332     | Marco Figuccia     | 160 000 € |
| San Remo 3    | 12 novembre 2009               | 325     | Giovanni Salvatore | 150 000 € |
| San Remo 4    | Du 10 au 14 décembre 2009      | 273     | Alessio Isaia      | 140 000 € |
| Venise 2      | Du 14 au 18 janvier 2010       | 310     | Salvatore Bonavena | 155 000 € |
| San Remo 5    | Du 25 février au 1er mars 2010 | 488     | Valdemar Kwaysser  | 227 000 € |
| Nova Gorica 2 | Du 18 au 22 mars 2010          | 393     | Giuseppe Di Cicco  | 200 000 € |
| Saint-Marin   | Du 17 au 21 juin 2010          | 380     | Luigi Pignataro    | 190 000 € |

### Saison 2
| Étape         | Dates                        | Joueurs | Vainqueur           | Prix      |
| ------------- | ---------------------------- | ------- | ------------------- | --------- |
| Venise        | Du 29 juillet au 2 août 2010 | 505     | Tamas Lendvai       | 235 000 € |
| San Remo      | Du 19 au 23 août 2010        | 396     | Sergio Castelluccio | 200 000 € |
| Nova Gorica   | Du 23 au 27 septembre 2010   | 384     | Luca Topazio        | 190 000 € |
| San Remo 2    | Du 14 au 18 octobre 2010     | 344     | Alessandro Minasi   | 172 000 € |
| Malte         | Du 11 au 16 novembre 2010    | 385     | Michal Polchlopek   | 190 000 € |
| San Remo 3    | 9 décembre 2010              | 342     | Marcello Caponnetto | 170 000 € |
| Campione      | Du 20 au 24 janvier 2011     | 471     | Eros Nastasi        | 215 504 € |
| Malte 2       | Du 17 au 21 février 2011     | 237     | Giacomo Loccarini   | 122 000 € |
| Nova Gorica 2 | Du 17 au 21 mars 2011        | 396     | Mustapha Kanit      | 200 000 € |
| Malte 3       | Du 25 au 30 mai 2011         | 131     | Marco Figuccia      | 82 000 €  |

### Saison 3
| Étape         | Dates                          | Joueurs | Vainqueur         | Prix        |
| ------------- | ------------------------------ | ------- | ----------------- | ----------- |
| Campione      | Du 23 au 27 juin 2011          | 391     | Domenico Cordi    | 230 000 CHF |
| San Remo      | Du 28 juillet au 1er août 2011 | 426     | Luca Pagano       | 210 000 €   |
| Nova Gorica   | 1er septembre 2011             | 287     | Oleksii Kovalchuk | 150 000 €   |
| Campione 2    | Du 24 au 28 novembre 2011      | 482     | Danilo Donnini    | 221 000 CHF |
| San Remo 2    | Du 26 au 30 janvier 2012       | 350     | Oleksii Kovalchuk | 175 000 €   |
| Nova Gorica 2 | Du 1er au 5 mars 2012          | 286     | Anton Karasinsky  | 140 000 €   |
| San Remo 3    | Du 3 au 7 mai 2012             | 418     | Davide Biscardi   | 176 000 €   |

### Saison 4
| Étape         | Dates                          | Joueurs | Vainqueur         | Prix        |
| ------------- | ------------------------------ | ------- | ----------------- | ----------- |
| Campione      | Du 24 au 28 mai 2012           | 224     | Antonino Venneri  | 130 000 CHF |
| San Remo      | Du 26 au 30 juillet 2012       | 375     | Alexander Meoni   | 166 000 €   |
| Campione 2    | Du 30 août au 3 septembre 2012 | 282     | Manlio Iemina     | 154 000 CHF |
| Nova Gorica   | Du 15 au 19 novembre 2012      | 298     | Riccardo d'Antoni | 155 000 €   |
| Campione 3    | Du 10 au 14 janvier 2013       | 385     | Andrea Montini    | 200 000 CHF |
| Saint-Vincent | Du 28 février au 4 mars 2013   | 358     | Luca Moschitta    | 180 000 €   |
| San Remo 2    | Du 2 au 6 mai 2013             | 428     | Nicola Sasso      | 18 500 €    |

### Saison 5
| Étape                     | Dates                             | Joueurs | Vainqueur          | Prix      |
| ------------------------- | --------------------------------- | ------- | ------------------ | --------- |
| Saint-Marin               | Du 13 au 17 juin 2013             | 154     | Antonio Bernaudo   | 65 580 €  |
| San Remo                  | Du 25 au 29 juillet 2013          | 246     | Fabrizio Piva      | 121 000 € |
| Nova Gorica               | Du 22 au 27 août 2013             | 715     | Claudio di Giacomo | 90 000 €  |
| San Remo 2                | Du 24 au 29 octobre 2013          | 1 010   | Frederico Piroddi  | 125 000 € |
| Saint-Vincent Grand Final | Du 28 novembre au 3 décembre 2013 | 914     | Domenico Drammis   | 130 000 € |

### Saison 6
| Étape           | Dates                               | Joueurs | Vainqueur            | Prix      |
| --------------- | ----------------------------------- | ------- | -------------------- | --------- |
| Nova Gorica     | Du 16 au 21 janvier 2014            | 710     | Marko Mikovic        | 89 000 €  |
| Saint-Vincent   | Du 27 février au 4 mars 2014        | 635     | Walter Treccarichi   | 87 500 €  |
| San Remo        | Du 9 au 14 avril 2014               | 609     | Alessandro de Fenza  | 105 600 € |
| Saint-Vincent 2 | Du 24 au 28 juillet 2014            | 363     | Massimo Pellegrino   | 65 000 €  |
| San Remo 2      | Du 4 au 8 septembre 2014            | 392     | Riccardo Lacchinelli | 70 500 €  |
| Nova Gorica     | Du 23 au 27 octobre 2014            | 333     | Igor Saia            | 70 000 €  |
| San Remo 3      | Du 27 novembre au 1er décembre 2014 | 234     | Alessio Isaia        | 43 000 €  |

### Saison 7
| Étape                     | Dates                        | Joueurs | Vainqueur             | Prix      |
| ------------------------- | ---------------------------- | ------- | --------------------- | --------- |
| Malte                     | Du 18 au 23 mars 2015        | 1 285   | Georgios Zisimopoulos | 221 200 € |
| Saint-Vincent             | Du 30 juillet au 3 août 2015 | 390     | Alessandro Adinolfo   | 80 000 €  |
| Nova Gorica               | Du 10 au 14 septembre 2015   | 265     | Matteo Mutti          | 60 000 €  |
| Malte 2                   | Du 21 au 25 octobre 2015     | 947     | Chauskin Natan        | 149 560 € |
| Saint-Vincent Grand Final | Du 21 au 25 janvier 2016     | 308     | Balazs Somodi         | 70 000 €  |

### Saison 8
| Étape                           | Dates                    | Joueurs | Vainqueur          | Prix      |
| ------------------------------- | ------------------------ | ------- | ------------------ | --------- |
| Saint-Vincent                   | Du 12 au 16 mai 2016     | 260     | Éric Joss          | 47 000 €  |
| Saint Vincent Spécial Knock-Out | Du 4 au 8 août 2016      | 370     | Francesco Elefante | 28 500 €  |
| Malte                           | Du 19 au 23 octobre 2016 | 775     | Ismael Bojang      | 101 940 € |

## Vainqueurs par pays
| Pays        | Vainqueurs |
| ----------- | ---------- |
| Angleterre  | 1          |
| Autriche    | 1          |
| Biélorussie | 1          |
| Grèce       | 1          |
| Hongrie     | 3          |
| Italie      | 40         |
| Pologne     | 1          |
| Serbie      | 1          |
| Slovaquie   | 1          |
| Suède       | 1          |
| Suisse      | 1          |
| Ukraine     | 2          |